# Бабошкина, Вера Иудовна
Вера Иудовна Бабошкина (1911—1961) — доярка, Герой Социалистического Труда (1958).

## Биография
Вера Бабошкина родилась 20 августа 1911 года в деревне Устье (ныне — Сычёвский район Смоленской области). С раннего возраста начала работать, была батрачкой, затем работала в родительском хозяйстве. Окончила два класса школы. В начале 1930-х годов вступила в колхоз. Некоторое время проживала в Ленинграде, где работала на стройке; в 1935 году вернулась на родину. Работала дояркой на молочнотоварной ферме колхоза. В годы Великой Отечественной войны находилась в оккупации, после освобождения участвовала в восстановлении разрушенного сельского хозяйства.
Работая дояркой в совхозе «Сычёвка», Бабошкина достигла рекордных надоев молока — по 5-6 тысяч килограммов от каждой закреплённой за ней коровы ежегодно.
Указом Президиума Верховного Совета СССР от 10 марта 1958 года за «достигнутые успехи в развитии животноводства, увеличении производства и заготовок молока» Вера Бабошкина была удостоена высокого звания Героя Социалистического Труда с вручением ордена Ленина и медали «Серп и Молот».
Неоднократно участвовала в ВДНХ СССР, награждена шестью медалями. Занималась общественной деятельностью, избиралась в райсовет народных депутатов. Скончалась 15 февраля 1961 года, похоронена в Сычёвке.